# Кастијон ан Ож
Кастијон ан Ож (фр. Castillon-en-Auge) насеље је и општина у северној Француској у региону Доња Нормандија, у департману Калвадос која припада префектури Лисје.
По подацима из 2011. године у општини је живело 159 становника, а густина насељености је износила 21,99 становника/km². Општина се простире на површини од 7,23 km². Налази се на средњој надморској висини од 155 m метара (максималној 170 m, а минималној 49 m m).

## Демографија
| 1962. | 1968. | 1975. | 1982. | 1990. | 1999. | 2011. |
| ----- | ----- | ----- | ----- | ----- | ----- | ----- |
| 155   | 119   | 120   | 101   | 101   | 130   | 159   |

График промене броја становника у току последњих година